# John Birch Society

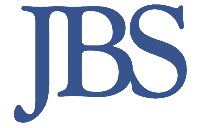
Logo der John Birch Society in den USA

Die John Birch Society (JBS) ist eine weit rechts stehende Organisation in den USA, die antikommunistische, antiglobalistische und Neue-Weltordnungs-Verschwörungstheorien vertritt. Sie wurde am 9. Dezember 1958 in Indianapolis mit dem Ziel gegründet, vermeintlich zunehmende Gefährdungen der amerikanischen Verfassung zu bekämpfen, womit im Besonderen eine Infiltration durch Kommunisten gemeint war. Führend unter den zwölf Gründungsmitgliedern war Robert Welch, Jr. (1899–1985), ein ehemaliger Geschäftsmann aus der Süßwarenbranche. Derzeitiger Sitz der Organisation ist Appleton, Wisconsin. Die JBS wurde nach John Birch benannt, einem von chinesischen Kommunisten ermordeten amerikanischen Geheimdienstmitarbeiter, der als Missionar auftrat und den die JBS als erstes amerikanisches Opfer im Kalten Krieg bezeichnet.

## Ausrichtung
Die John Birch Society wird als weit rechts stehend oder rechtsradikal („radical right“) eingeschätzt. Ein zentrales Merkmal ihres politischen Denkens sind Verschwörungstheorien. Gleich eine ihrer ersten öffentlichen Aktivitäten war die Kampagne Get US out! des Jahres 1959 – gemeint war die Mitgliedschaft in den Vereinten Nationen, die als eine Verschwörung zur Errichtung einer „Neuen Weltordnung“ und als Unterminierung der nationalen Souveränität der Vereinigten Staaten verstanden wurden. Im Fokus ihres Verschwörungsdenkens stand lange die Sowjetunion und der internationale Kommunismus. JBS-Gründer Welch schrieb 1959:

„Kommunismus, so wie er sich heute unmissverständlich darstellt, ist im Ganzen eine Verschwörung, eine gigantische Verschwörung zur Versklavung der Menschheit; eine zunehmend erfolgreiche Verschwörung, die von entschlossenen, gerissenen und extrem skrupellosen Verbrechern gesteuert wird, denen jedes Mittel Recht ist, um ihr Ziel zu erreichen.“

Die JBS bezichtigte sogar so entschiedene Antikommunisten wie Harry S. Truman, Dwight D. Eisenhower und John Foster Dulles, Werkzeuge einer kommunistischen Verschwörung zu sein. Im Januar 1961 behauptete Welch, fast die gesamte amerikanische Regierung würde von Kommunisten kontrolliert. Weitere Beispiele für das konspirationistische Denken sind etwa Welchs These, der Krebstod des republikanischen Senators Robert A. Taft 1953 sei auf ein Röhrchen Radium zurückzuführen, das in das Polster seines Sitzes gesteckt worden sei, oder die 1963 verbreitete Behauptung, in Mexiko seien 35.000 chinesische Soldaten stationiert, die sich auf einen Angriff auf San Diego vorbereiteten.
Mitte der 1960er Jahre weitete Welch die Frontstellung der JBS aus, indem er eine längere Traditionslinie konstruierte, in der die Kommunisten angeblich stünden: Nun wurden die Illuminaten verdächtigt, eine bayrische Geheimgesellschaft, die von 1776 bis 1785 existierte. Welch behauptete, sie existiere im Geheimen fort und ihre Elite, die „Insider“, stünden als Hauptverschwörer hinter allem Übel, von der Französischen Revolution 1789 über das Kommunistische Manifest 1848, die Oktoberrevolution 1917 bis zum Ausbruch des Zweiten Weltkriegs 1939: Der ahnungslose Hitler sei zum Überfall auf Polen von den Kommunisten angestachelt worden, die die sich anschließende Zerstörung Europas als Voraussetzung einer Eroberung großer Teile des Kontinents fest eingeplant hätten. Als einen Beweis führt die Website der John Birch Society die Tatsache an, dass der Illuminatenorden an einem 1. Mai gegründet wurde, der 1889 zum internationalen Kampftag der Arbeiterklasse erklärt wurde, und dass das Beltane-Fest der vorchristlichen Kelten auf dasselbe Datum fällt, dient als weiterer Beleg für den unchristlichen Charakter des kommunistisch-illuminatischen Geheimbundes. Hierbei stützen sich die Publikationen der JBS stark auf das Werk von Nesta Webster, einer der British Union of Fascists angehörenden antisemitischen Konspirologin. Die Mitglieder der Verschwörung, die insgeheim sowohl die kommunistische Bewegung als auch große Teile der freien Welt kontrollieren würden, nannte Welch seit 1966 die „Insider“: Diese seien im 19. Jahrhundert von Cecil Rhodes und anderen Köpfen der europäischen Hochfinanz gebildet worden und würden heute über das Council on Foreign Relations, eine informelle Denkfabrik, massiv Einfluss auf die Entscheidungen der nationalen Regierungen ausüben.
Diese Verschwörungstheorien weisen in dem Verdacht, internationaler Kommunismus und internationales Finanzkapital wären im Grunde identisch, eine gedankliche Nähe zu denen der Nationalsozialisten auf. Inwieweit die JBS auch antisemitische Positionen vertrat, ist umstritten. Der amerikanische Politikwissenschaftler Daniel Pipes bestreitet dies. Ihm zufolge seien zwar in den sechziger Jahren einzelne antisemitische Stimmen innerhalb der JBS laut geworden, doch diese habe Robert Welch in einem Interview wiederum verschwörungstheoretisch erklärt, nämlich als das Werk von agents provocateurs, die die JBS im Auftrag ihrer Feinde zu unterwandern und bloßzustellen trachteten. In einigen Schriften der JBS wird der gesamte Antisemitismus als Komplott und Ablenkungsmanöver dargestellt, mit dem die in Wahrheit für alles Übel der Welt verantwortlichen Geheimgesellschaften den Verdacht von sich ablenken wollten. Der amerikanische Historiker Richard E. Frankel verweist dagegen auf Verdächtigungen gegen die Anti-Defamation-League, die Mitte der 1960er Jahre im Bulletin der JBS als Verursacherin von Antisemitismus in den USA hingestellt wurde, was womöglich das eigentliche Ziel der Kommunisten gewesen sei, die sie angeblich gründeten. Zudem seien prominente Antisemiten wie Eric Butler, Richard Cotten oder Merwin Hart Mitglied der JBS gewesen, die zudem offen antisemitische Literatur wie die Werke Nesta Websters vertreibe.
Nach dem Zusammenbruch der Sowjetunion 1991 warnte die John Birch Society vor „Big Government“, Globalisierung, Supranationalismus und Sittenverfall. Diese Themen hatte sie bereits seit den 1960er Jahren immer wieder angesprochen: Sie erschienen ihr als Teile immer derselben Groß-Verschwörung, von der der internationale Kommunismus ein Teil war. Insofern musste sie mit dem Ende der Bedrohung durch den internationalen Kommunismus ihr zentrales Narrativ nicht ändern, sondern konnte diesen als bloßen Taktikwechsel auf dem Weg zur angeblich weiterhin drohenden „one-world tyranny“ deuten.
Heute konzentriert sich die JBS neben den weiterhin vertretenen Verschwörungstheorien auf den Kampf gegen Beschränkungen des Waffenbesitzes und Obamacare sowie für eine isolationistische Außenpolitik der Vereinigten Staaten.

## Einfluss
Die JBS war Ende der 1950er bis Anfang der 1960er Jahre auf dem Höhepunkt ihres Einflusses. Zu diesem Zeitpunkt soll sie über 60.000 Mitglieder gehabt haben (die offizielle Mitgliederzahl wird von der Organisation geheim gehalten), ihr jährliches Budget habe bei 1,5 Millionen Dollar gelegen.  Überall in den USA wurden Lesesäle („American Opinion Libraries“) gegründet, die eine Vielzahl verschwörungstheoretischer und antikommunistischer Literatur anboten. Durch Briefkampagnen und Tarnorganisationen nahmen sie direkt Einfluss auf die amerikanische Politik. 1964 unterstützte sie im Wahlkampf den republikanischen Präsidentschaftskandidaten Barry Goldwater, der mit seinen rechtsgerichteten Positionen das Land polarisierte. Nach Goldwaters Niederlage wandten sich konservative Vordenker wie Russell Kirk und William F. Buckley, Jr. von ihr ab, die American Conservative Union fasste einen Unvereinbarkeitsbeschluss. Dadurch geriet die JBS innerhalb des konservativen Lagers in die Isolation. Gleichwohl ist ihr Einfluss auch heute noch nicht zu unterschätzen: Nach eigenen Angaben unterhält sie bis heute in allen 50 Bundesstaaten der USA funktionierende Strukturen. 1995 schätzte man immerhin noch 55.000 Mitglieder. Einige Mitglieder waren im amerikanischen Abgeordnetenhaus vertreten. Als Graswurzelbewegung gelingt es ihr immer noch, ihre Mitglieder in Stadträte, Boards of education und andere staatliche und zivilgesellschaftliche Gremien zu entsenden. Die Ideologie der JBS ähnelt stark den Positionen von Donald Trump, insbesondere die isolationistische Außenpolitik sowie die Erzählungen eines angeblichen Deep State weisen eine starke Ähnlichkeit zueinander auf.
Publikationsmedium war das Magazin American Opinion. Dieses wurde durch das alle zwei Wochen erscheinende The New American ersetzt.

## Rezeption in Literatur und Populärkultur
Eingang fand die Organisation auch in Literatur und Popkultur. Beispiele dafür sind:
- Im Roman The Crying of Lot 49 von Thomas Pynchon wird auf die bekannte konservative JBS angespielt. Die „Peter Pinguid Society“ treibt den Antikommunismus der JBS auf die Spitze: sie bekämpft den Kapitalismus, da er im Sinne von Karl Marx unweigerlich zum Kommunismus führe.
- Der Roman Illuminatus! von Robert Shea und Robert Anton Wilson enthält zahlreiche Parodien auf die Verschwörungstheorien der JBS.
- Die JBS taucht in der Comic-Serie Freak Brothers als Feinde der drogensüchtigen Protagonisten auf.
- Bob Dylan schrieb den Song Talkin' John Birch Paranoid Blues, veröffentlicht auf The Bootleg Series Volumes 1–3 (Rare & Unreleased) 1961–1991.
- Die Figur des General Jack D. Ripper in dem satirischen Film Dr. Seltsam oder: Wie ich lernte, die Bombe zu lieben, der u. a. befürchtet, die Sowjets würden das amerikanische Trinkwasser vergiften, basiert auf Generalmajor Edwin Anderson Walker, der Mitglied der JBS war und entsprechende Theorien vertrat.[11]

## Führungsmitglieder

### Präsidenten
- Robert W. Welch, Jr. (1958–1983)
- Larry McDonald (1983)
- Robert W. Welch, Jr. (1983–1985)
- Charles R. Armour (1985–1991)
- John F. McManus (1991–2004, 2005–heute)
- G. Vance Smith (2004–2005)

### Vorsitzende
- G. Allen Bubolz (1988–1991)
- G. Vance Smith (1991–2005)
- Arthur R. Thompson (2005–heute)

## Bekannte Mitglieder
- Gary Allen, Journalist und Aktivist konservativer Organisationen
- Roy Cohn, Jurist
- John William Finn, Offizier
- G. Edward Griffin, politischer Kommentator, Schriftsteller und Dokumentarfilmer
- H. L. Hunt, Ölmilliardär
- Fred C. Koch, Unternehmer
- David Eden Lane, Neonazi
- Jacqueline Logan, Film- und Theaterschauspielerin
- Larry McDonald, Politiker, vertrat den Bundesstaat Georgia im US-Repräsentantenhaus
- David A. Noebel, religiöser Führer und Präsident von Summit Ministries
- Revilo P. Oliver, Professor für Klassische Philologie, Spanisch und Italienisch an der Universität von Illinois
- William Luther Pierce, Mitglied der American Nazi Party, Buchautor
- Morrie Ryskind, Regisseur (nur kurzzeitig)
- Phyllis Schlafly, Publizistin, Buchautorin
- Philippa Schuyler, Pianistin, Journalistin
- Edwin Anderson Walker, Generalmajor der US-Armee
- John Wayne, Schauspieler

## Audio
- Gründung vor 65 Jahren John Birch Society – Vorreiter der Verschwörungsmythen, 4.56 Minuten Audio-Version von Christian Röther, Deutschlandfunk 9. Dezember 2023.